# Aproximació de Born-Oppenheimer
L'aproximació de Born-Oppenheimer és una de les aproximacions fonamentals de la mecànica quàntica que té per objectiu resoldre l'equació de Schrödinger per a molècules. Fou publicada per Max Born i Robert Oppenheimer el 1927.
La resolució de l'equació de Schrödinger per a un àtom d'hidrogen es pot realitzar de forma exacta, ja que només intervenen dos cossos (un protó al nucli atòmic i un electró a l'escorça atòmica). Però quan es tracta de la seva resolució per a molècules, la més simple H₂+ ja té tres partícules (dos protons i un electró), no resulta matemàticament possible fer-ho de manera exacta, és el que es coneix com a problema dels tres cossos. Born i Oppenheimer observaren que la massa del protó, als nuclis dels àtoms, és molt més elevada que la dels electrons, per la qual cosa les seves velocitats són molt més petites que les dels electrons, i proposaren tractar per separat el moviment dels nuclis, que resten pràcticament en repòs, i el moviment dels electrons que se situen al voltant dels seus nuclis. Matemàticament:
La consideració explícita de l'acoblament dels moviments electrònic i nuclear (generalment, a través d'un altre tipus de simplificacions), es coneix com a acoblament electró-fonó en sistemes estesos o acoblament vibrònic en sistemes zero-dimensionals.